# شادباد مشايخ
شادباد مشايخ هي قرية في مقاطعة تبريز، إيران. عدد سكان هذه القرية هو 4,317 في سنة 2006.